# Acanthaspidia pleuronotus
Acanthaspidia pleuronotus là một loài chân đều trong họ Acanthaspidiidae. Loài này được Menzies & Schultz miêu tả khoa học năm 1967.